# Думбрава (Вилча)
Думбрава (рум. Dumbrava) — село у повіті Вилча в Румунії. Входить до складу комуни Лунджешть.
Село розташоване на відстані 155 км на захід від Бухареста, 54 км на південь від Римніку-Вилчі, 43 км на північний схід від Крайови.

## Населення
За даними перепису населення 2002 року у селі проживали 215 осіб, усі — румуни. Усі жителі села рідною мовою назвали румунську.